# عناصر کمیاب زمین

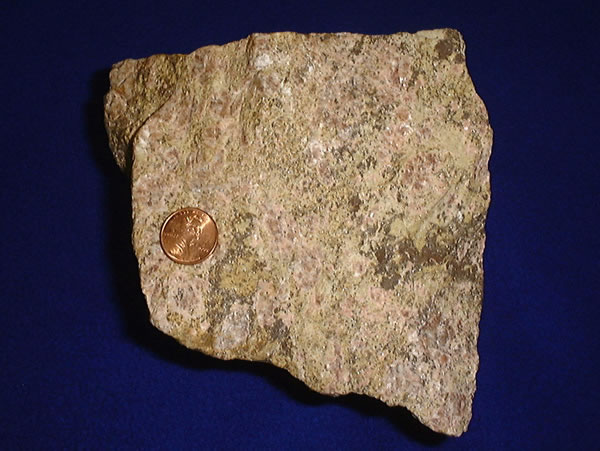
کانی خاکی کمیاب (به همراه یک سکه ۱ سنتی به قطر ۱۹ میلیمتر نشان داده شده‌است برای مقایسه)

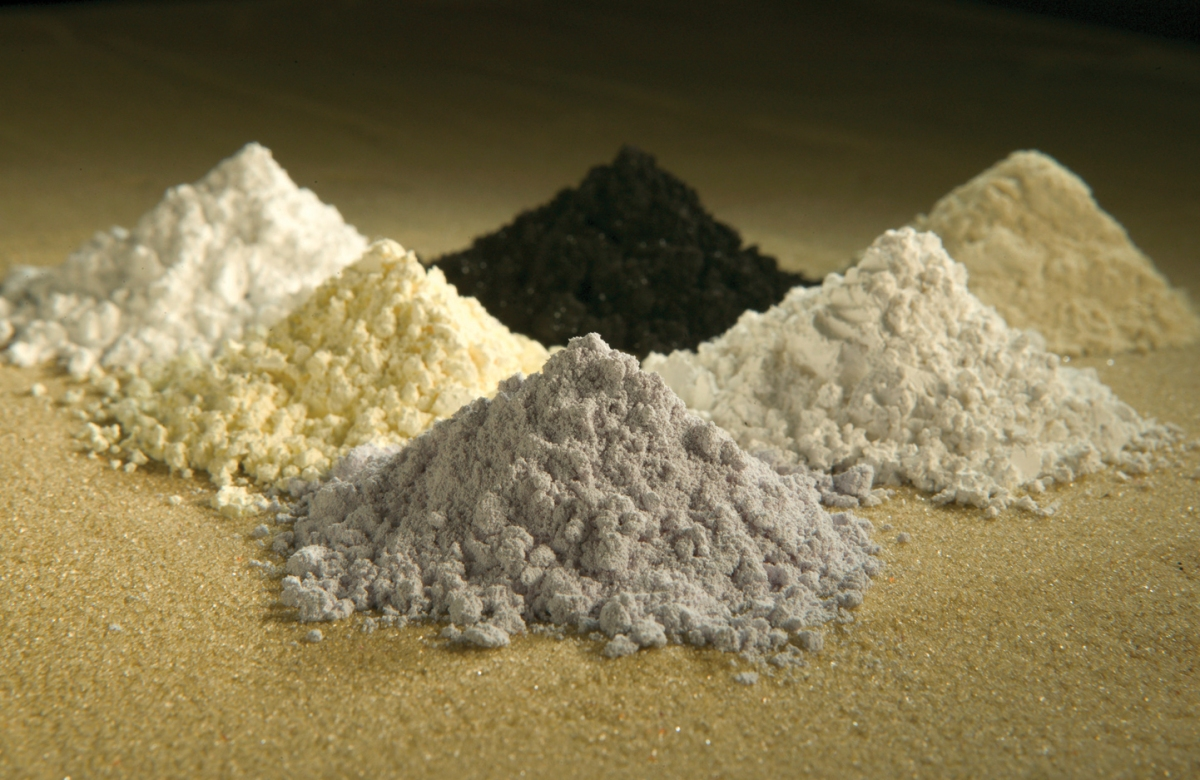
این اکسیدهای خاک کمیاب به عنوان ردیاب برای تشخیص اینکه کجای حوضهٔ آبریز در حال فرسایش است، بکار می‌روند. در این نگاره از بالا به مرکز به صورت ساعتگرد این اکسیدها عبارتند از: پرازئودیمیم، سریم، لانتان، نئودیمیم، ساماریم و گادولینیم.

بر پایهٔ نامگذاری آیوپاک، عنصرهای خاکی کمیاب با حروف اختصاری عنصرهای خاکی کمیاب یا فلزهای خاکی کمیاب، مجموعهٔ ۱۷ عنصر شیمیایی جدول تناوبی است. این دسته از عنصرها از پانزده عنصر لانتانیدها و دو عنصر اسکاندیم و ایتریم تشکیل می‌شوند. اسکاندیم و ایتریم به این دلیل در این دسته قرار گرفته‌اند که بیشتر در همان سنگ معدن‌هایی پیدا می‌شوند که لانتانیدها پیدا می‌شوند و ویژگی‌های شیمیایی همانندی را از خود نشان می‌دهند اما دارای خواص الکتریکی و مغناطیسی متفاوتی هستند. به ندرت، یک تعریف فراگیرتر که شامل آکتینیدها هم می‌شود، استفاده می‌گردد، به این دلیل که آکتینیدها دارای ویژگی‌های معدنی، شیمیایی و فیزیکی (به ویژه پیکربندی لایه‌های الکترونیکی) مشترکی هستند.
این عنصرها (به جز پرومتیم و عنصرهای پرتوزا) برخلاف نامشان در زمین بسیار فراوان‌اند. برای نمونه سریم بیست‌وپنجمین عنصر فراوان است که غلظت آن ۶۸ ppm و برابر مس است. این عنصرها به دلیل ویژگی‌های زمین‌شیمی در زمین بسیار پراکنده‌اند و در یک جا به اندازهٔ کافی متمرکز نیستند. در نتیجه جستجو و بهره‌برداری از آن‌ها بسیار پرهزینه است. رسوب‌هایی از آن‌ها که بهره‌برداری از آن اقتصادی باشد را کانی خاک کمیاب می‌نامند. نخستین کانی شناسایی شده از این عنصرها گادولینیت نام دارد که یک ترکیب شیمیایی از سریوم، ایتریم، آهن، سیلیسیم و دیگر عنصرها است. این کانی از یک معدن در روستای ایتربی در سوئد به دست آمده است (نگاه کنید به کارل اکسل آرنیوس). چندین عنصر خاکی کمیاب نامشان را از این منطقه وام گرفته‌اند.

## فهرست
در جدول زیر نام این ۱۷ عنصر خاکی کمیاب به همراه عدد اتمی و نماد شیمیایی و ریشهٔ نام و کاربرد آن‌ها آمده‌ است. نام برخی عنصرها برگرفته از نام دانشمندی است که آن‌ها را شناسایی کرده یا ویژگی‌های آن‌ها را توضیح داده‌است و نام برخی دیگر از نام جایی که در آن پیدا شده‌اند گرفته شده‌ است.
| عدد اتمی | نماد شیمیایی | نام         | ریشه                                                                                | برخی کاربردها | فراوانی (ppm) |
| -------- | ------------ | ----------- | ----------------------------------------------------------------------------------- | --- | ------------- |
| ۲۱       | Sc           | اسکاندیم    | از واژهٔ لاتین Scandia (اسکاندیناوی) جایی که نخستین سنگ معدن خاک کمیاب شناسایی شد.   | آلیاژ آلومینیم-اسکاندیم سبک برای ابزارهای هوانوردی، افزودنی لامپ متال هالید و لامپ بخار جیوه، عامل ردیابی پرتوزا در پالایشگاه نفت. | ۲۲            |
| ۳۹       | Y            | ایتریم      | از نام روستای ایتربی در سوئد، جایی که نخستین سنگ معدن خاک کمیاب شناسایی شد.         | لیزر گارنت ایتریم-آلومینیم، ایتریم وانادات (YVO4) مورد نیاز برای یوروپیم موجود در تلویزیون‌های رنگی با فسفر قرمز، YBCO ابررسانای دماهای بالا، گارنت ایتریم آهن (YIG) در فیلترهای ریزموج، لامپ کم‌مصرف (بخشی از تری‌فسفر فسفرِ سفیدِ پوشاننده لامپ فلورسنت)، شمع (خودرو)، توری گاز، افزودنی به فولاد، درمان سرطان. | ۳۳            |
| ۵۷       | La           | لانتان      | از واژهٔ یونانی lanthanein به معنی پنهان بودن                                        | شیشه با ضریب شکست بالا، شیشه ضد قلیا، ذخیرهٔ هیدروژن، سنگ آتشزنه، الکترودهای باتری، عدسی دوربین، کراکینگ کاتالیزوری سیال بستر، آسان‌گر برای شکستن مولکول‌های نفت. | ۳۹            |
| ۵۸       | Ce           | سریم        | برگرفته از نام سرس نخستین سیارهٔ کوتوله، برگرفته از نام ایزدبانوی رومی خدای کشاورزی. | عامل اکسیدکننده، گَرد جلادهی، رنگ زرد در شیشه و سرامیک، کراکینگ کاتالیزوری سیال بستر، آسان‌گر برای شکستن مولکول‌های نفت خام، سنگ آتشزنه فروسریم برای فندک، آسان‌گر برای اجاق‌های خودپاک کننده. | ۶۶/۵          |
| ۵۹       | Pr           | پرازئودیمیم | از واژهٔ یونانی prasios به معنی تره فرنگی-سبز و didymos به معنی دوقلو یا جفت.        | آهنربای خاکی کمیاب، لیزر، مواد هسته‌ای لامپ قوسی، رنگدانه شیشه و میناکاری، دیدیمیوم مورد استفاده در شیشه جوشکاری، ساخت فروسیریوم | ۹/۲           |
| ۶۰       | Nd           | نئودیمیم    | از واژهٔ یونانی neos به معنی تازه، و didymos به معنی دوقلو                           | آهنربای خاکی کمیاب، لیزر، رنگ بنفش در شیشه و سرامیک، شیشه دیدیمیوم، مقاومت سرامیکی، موتور الکتریکی، خودروی برقی | ۴۱/۵          |
| ۶۱       | Pm           | پرومتیم     | برگرفته از تیتان پرومته، که برای مرگ، آتش آورد.                                     | باتری اتمی، رنگ تابناک | ۱×۱۰−۱۵       |
| ۶۲       | Sm           | ساماریم     | برگرفته از مهندس معدن: واسیلی سامارسکی-بیخووتس                                      | آهنربای خاکی کمیاب، لیزر، گیراندازی نوترون، میزر، میله کنترل، رآکتور هسته‌ای | ۷/۰۵          |
| ۶۳       | Eu           | یوروپیم     | بر گرفته از نام قاره اروپا.                                                         | فسفر آبی و قرمز، لیزر، لامپ بخار جیوه، لامپ فلورسنت، رزونانس مغناطیسی هسته‌ای، کاهنده رزونانس مغناطیسی هسته‌ای | ۲             |
| ۶۴       | Gd           | گادولینیم   | به افتخار یوهان گادولین برای پاسداشت پژوهش‌های او در مورد عنصرهای کمیاب              | شیشه انکسار بالا یا گارنت، لیزر، لامپ پرتو ایکس، حافظه رایانه، گیراندازی نوترون، عامل کنتراست ام‌آرآی، عامل کاهنده رزونانس مغناطیسی هسته‌ای، آلیاژهای مگنتواستریکشن مانند گالفنول، افزودنی به فولاد | ۶/۲           |
| ۶۵       | Tb           | تربیم       | برگرفته از نام روستای ایتربی در سوئد                                                | افزودنی به آهنربای نئودیمیم، فسفر سبز، لیزر، لامپ فلورسنت، (بخشی از پوشش فسفری سه‌لایه سفید)، آلیاژهای مگنتواستریکشن مانند ترفنول-دی، سامانه‌های سونار دریایی، پایدارکننده پیل سوختی | ۱/۲           |
| ۶۶       | Dy           | دیسپروزیم   | از واژهٔ یونانی "dysprositos"به معنی سخت بدست آمده                                   | افزودنی به آهنربای نئودیمیم، آلیاژهای مگنتواستریکشن مانند ترفنول-دی، درایو دیسک سخت | ۵/۲           |
| ۶۷       | Ho           | هولمیم      | برگرفته از نام استکهلم در زبان لاتین "Holmia" شهر زندگی یکی از کاشفان این عنصر      | لیزر، استانداردهای کالیبراسیون طول موج، طیف‌سنجی نوری، آهنربا | ۱/۳           |
| ۶۸       | Er           | اربیم       | از نام روستای ایتربی در سوئد                                                        | لیزر فروسرخ، آلیاژ وانادیم، فیبر نوری | ۳/۵           |
| ۶۹       | Tm           | تولیم       | برگرفته از نام سرزمین افسانه‌ای ثوله                                                 | ماشین پرتو ایکس دستی، لامپ متال هالید، لیزر | ۰/۵۲          |
| ۷۰       | Yb           | ایتربیم     | از نام روستای ایتربی در سوئد                                                        | لیزر فروسرخ، عامل کاهنده شیمیایی، شراره (پادکار)، فولاد زنگ‌نزن، کرنش‌سنج، پزشکی هسته‌ای، رفتارسنجی زمین‌لرزه | ۳/۲           |
| ۷۱       | Lu           | لوتتیم      | برگرفته از نام شهر لوتتیا که بعدها پاریس شد.                                        | آشکارساز اسکن برش‌نگاری با گسیل پوزیترون، شیشه با شاخص انکساری بالا، میزبان لوتتیوم تانتالبت برای فسفر، کاتالیزور در پالایشگاه نفت، لامپ ال‌ئی‌دی | ۰/۸           |

1. ↑  در طبیعت، ایزوتوپ پایدار ندارد.

## تاریخ کشف و منابع

### ییتریم
نخستین عنصر خاکی کمیاب کشف شده، کانی مشکی به نام ییتربیت بود که در سال ۱۸۰۰ به گادولونیت تغییر نام پیدا کرد. این عنصر به وسیله ستوان کارل اکسل آرنیوس در سال ۱۷۸۷ در یک معدن در روستای ییتربی در سوئد کشف شد. ییتربیت به دست یوهان گادولین، استاد آکادمی سلطنتی تورکو رسید. بررسی او نشان دهندهٔ یک اکسید ناشناخته بود که آن را ییتریا نام نهاد. آندرس گوستاو اکبرگ بریلیم را از گادولونیت جدا کرد. اما موفق به تشخیص بقیهٔ عنصرها در آن سنگ معدن نشد.

### سریم
پس از این کشف در سال ۱۷۹۴، یک کانی از معدن بستناس نزدیک ریدارهیتان در سوئد که باور داشتند یک کانی آهن تنگستن است، توسط جانز جیکوب برزلیوس و ویلهلم هیسینگر دوباره مورد آزمایش قرار گرفت. در سال ۱۸۰۳ آن‌ها به یک اکسید سفید رنگ دست یافتند و نام آن را سریا گذاشتند. مارتین هنریک کلپروث به‌طور مستقل اکسید یکسانی را کشف کرد و آن را اکرویا نام نهاد.
بنابراین تا سال ۱۸۰۳ دو عنصر کمیاب خاکی ییتریم و سریم شناخته شده بودند گرچه سی سال دیگر زمان برد تا محققان بتوانند عنصرهای دیگر موجود در سنگ معدن ییتریم و سریم را تعیین کنند (خصوصیات شیمیایی مشابه فلزات کمیاب خاکی، جدایش آن‌ها را مشکل می‌سازد).

### لانتانا
در سال ۱۸۳۹ دستیار برزلیوس، کارل گوستاو موساندر سریا را با گرم کردن نیترات و حل کردن محصول در نیتریک اسید جدا کرد. او نام اکسید نمک حل شونده را لانتانا نهاد. برای او سه سال دیگر زمان برد تا بتواند لانتانای خالص و دیدیمیا را جدا کند. دیدیمیا که دیگر با تکنیک مساندر قابل جدایش نیست، ترکیبی از اکسیدهاست.

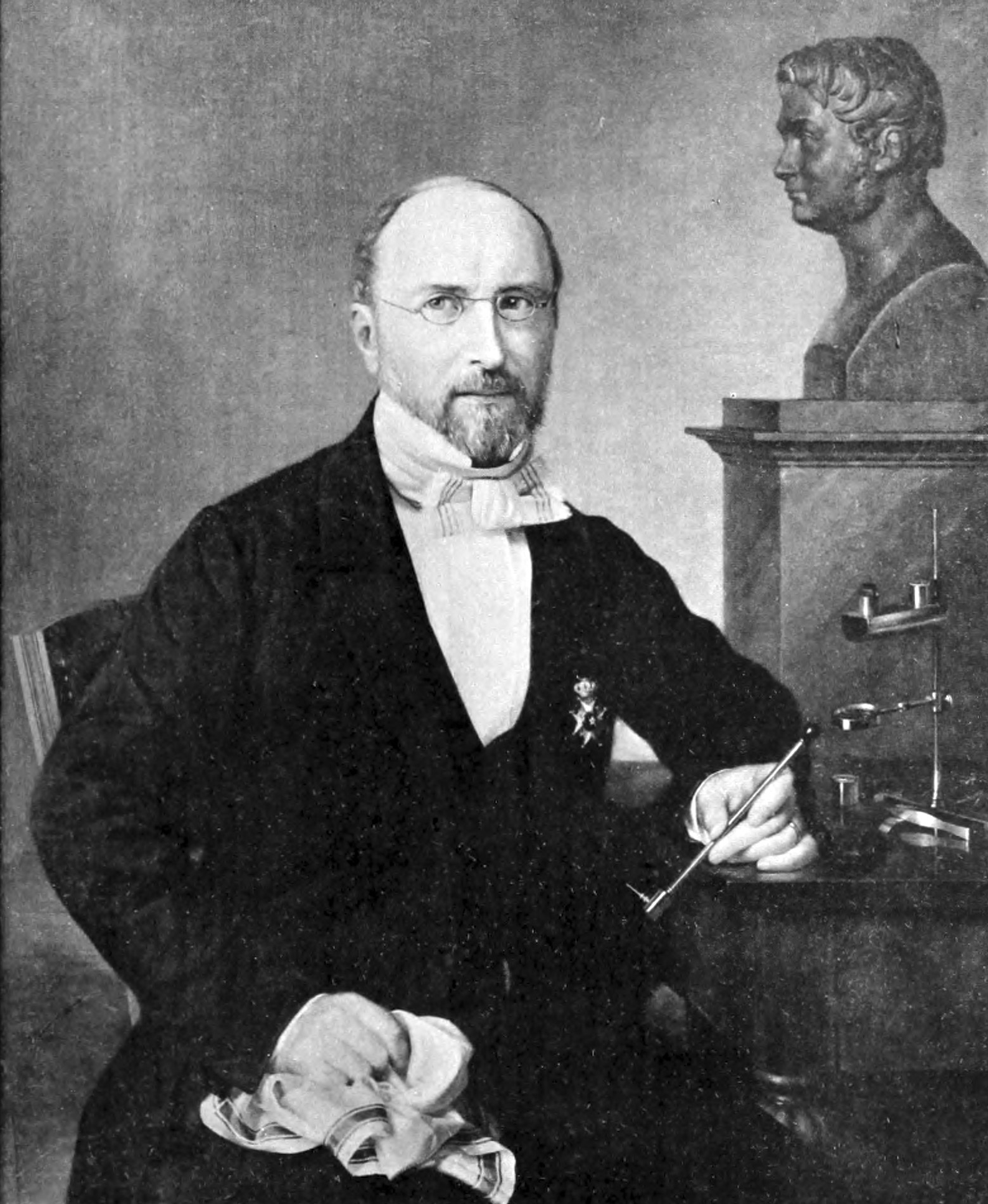
کارل گوستاو موساندر، کاشف لانتانم، اربیم، تربیم

### دیدیمیوم، اربیم، و تربیم
در سال ۱۸۴۲ موساندر ییتریا را به سه اکسید جداسازی کرد: ییتریا، تربیا و اربیای خالص (همهٔ نام‌ها از نام شهر ییتربی گرفته شده‌اند) نام نمک‌های صورتی را تربیم و نمک‌های زرد رنگ پروکساید را اربیم نهاد؛ بنابراین در سال ۱۸۴۲ شمار عنصرهای کمیاب خاکی شناخته شده به ۶ عدد رسید: ییتریم، سریم، لانتانم، دیدیمیوم، اربیم و تربیم.
نیلز جوهان برلین و مارک دلافونتین همچنین سعی کردند ییتریا خام را جدا کنند و به مواد مشابه موساندر رسیدند. اما برلین در سال ۱۸۶۰ نام ماده‌ای که نمک صورتی می‌داد را اربیم گذاشت و دلافونتین نام ماده با رنگ زرد پروکساید را تربیم نهاد. این سردرگمی باعث ایجاد چند ادعای غلط از کشف عنصرهای تازه همانند موساندریم توسط جان لورنس اسمیت یا فیلیپیم و دسیپیم توسط دلافونتین شد. به دلیل سخت بودن جدایش فلزات و تعیین اینکه جدایش کامل شده‌است شمار کشفیات غلط به ده‌ها و به گفتهٔ بعضی منابع به صد نیز می‌رسید.

### دلافونتین
به مدت ۳۰ سال عنصر تازه‌ای کشف نشد و عنصر دیدیمیم در جدول تناوبی عنصرهای با جرم مولکولی ۱۳۸ جا داده شد. در سال ۱۸۷۹ دلافونتین از فرایند فیزیکی تازه طیف‌سنجی شعله نوری استفاده کرد و چندین خط طیف نوری تازه در دیدیمیا پیدا کرد.

### گادولینیم
همچنین در سال ۱۸۷۹ عنصر تازه ساماریوم به وسیله پاول امیل لکوق دبویسباودران از کانی سامارسکایت جدا شد. خاک ساماریا بعدها به وسیلهٔ لکوق دبویسباودران در سال ۱۸۸۶ جدا شده و جین چارلز گالیسارد دماریگناک با جداسازی از سامارسکایت به یک نتیجهٔ مشابه رسید. آن‌ها نام عنصر را به افتخار جوهان گادولین، گادولینیم نام نهادند، و اکسید آن نیز گادولینیا نام‌گذاری شد.

### یوروپیم
تجزیه و تحلیل طیف‌سنجی‌های ساماریا، ییتریا و سامارسکایت انجام شده بین سال‌های ۱۸۸۶ و ۱۹۰۱ توسط ویلیام کروکس، لکوق دبویسباودران و اوگنه آناتوله دمارشای چند خط طیف نوری سنجی تازه که نشان گر وجود یک عنصر ناشناخته بود را برملا ساخت. بلوری شدن جزئی اکسیدها بعداً در سال ۱۹۰۱ باعث کشف یوروپیم شد.

### تانتالم و نیوبیوم
در سال ۱۸۳۹ سومین منبع عنصرهای کمیاب خاکی در دسترس قرار گرفت. این یک کانی مشابه گادولونیت، اورانوتانتالوم است که اکنون با نام سامارسکایت شناخته می‌شود. این کانی از میاس در کوه‌های جنوبی اورال توسط گوستاو رز مستندسازی شد. آرهامان مدعی شد که یک عنصر تازه به نام ایلمنیوم باید در این کانی وجود داشته باشد. اما بعدها کریستین ویلهلم بلومسترند، گالیسارد دمریگناک، و هنریک رز در آن فقط تانتالم و نیوبیوم (کولومبیوم) یافتند.

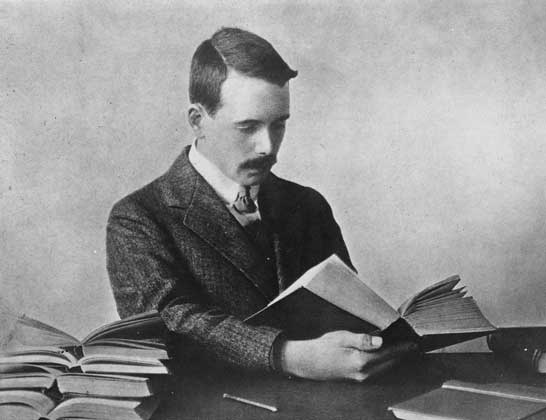
هنری موزلی، برخی از قانون‌های فیزیکی و شیمیایی تجربی پیشین را با مفهوم عدد اتمی، توضیح داد.

### رفع ابهام
شمار دقیق عنصرهای کمیاب خاکی که وجود داشتند به شدت نامشخص بود و حداکثر ۲۵ عدد تخمین زده می‌شد. استفاده از طیف‌سنجی پرتو ایکس (دست یافته توسط بلورنگاری پرتو ایکس) توسط هنری گوین جفریز موزلی اختصاص دادن عدد اتمی به عنصرها را ممکن کرد. موزلی فهمید که شمار دقیق لانتانایدها باید ۱۵ تا باشد و عنصر ۶۱ باید کشف شود.
با استفاده از این حقایق دربارهٔ عدد اتمی با بلورنگاری پرتو ایکس موزلی همچنین نشان داد که هافنیم یک عنصر کمیاب خاکی نیست. موزلی سال‌ها پیش از آنکه هافنیم کشف شود در سال ۱۹۱۵ در جنگ جهانی اول کشته شد. از این رو ادعای جورجس اوربین مبنی بر کشف عنصر ۷۲ نادرست بود. هافنیم عنصری است که در جدول تناوبی عنصرها درست زیر زیرکونیم قرار می‌گیرد و هافنیم و زیرکونیوم از لحاظ خواص فیزیکی و شیمیایی بسیار مشابه هستند.
در طول دهه ۱۹۴۰ (میلادی) فرانک اسپدینگ و دیگران در ایالات متحدهٔ آمریکا (در حین پروژه منهتن) فرایند شیمیایی تعویض یون برای جداسازی و خالص سازی عنصرهای کمیاب خاکی را توسعه دادند. این روش در ابتدا در اکتینیدها برای جداسازی پلوتونیوم ۲۳۹ از اورانیم، توریم، آکتینیم، و دیگر اکتینیدها در مواد تولید شده در رآکتورهای هسته‌ای به کار گرفته شد. پلوتونیوم ۲۳۹ به دلیل این که ماده‌ای شکافتنی است بسیار مطلوب است.

## کاربرد

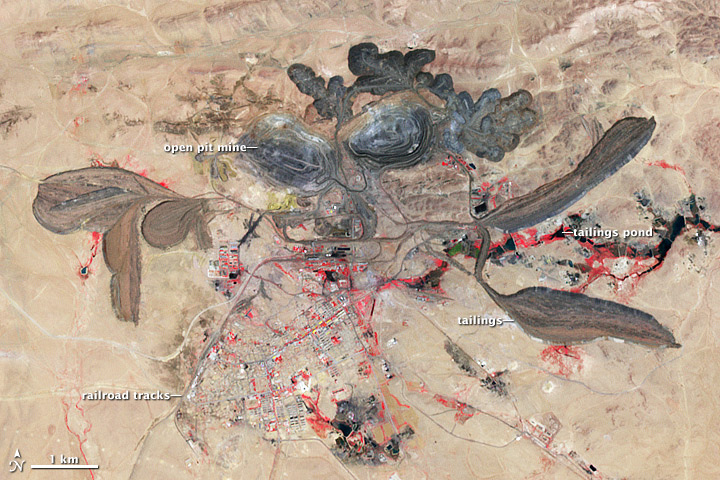
تصویر ماهواره‌ای false-color از منطقه معدن بیوان Obo، ۲۰۰۶

## تولید جهانی عناصر نادر خاکی

تولید جهانی ۱۹۵۰–۲۰۰۰